# هيونداي تيراكان
هيونداي تيراكان (بالإنجليزية: Hyundai Terracan)‏هي سيارة دفع رباعي تم انتاجها من قبل شركة هيونداي موتور .

## معرض صور

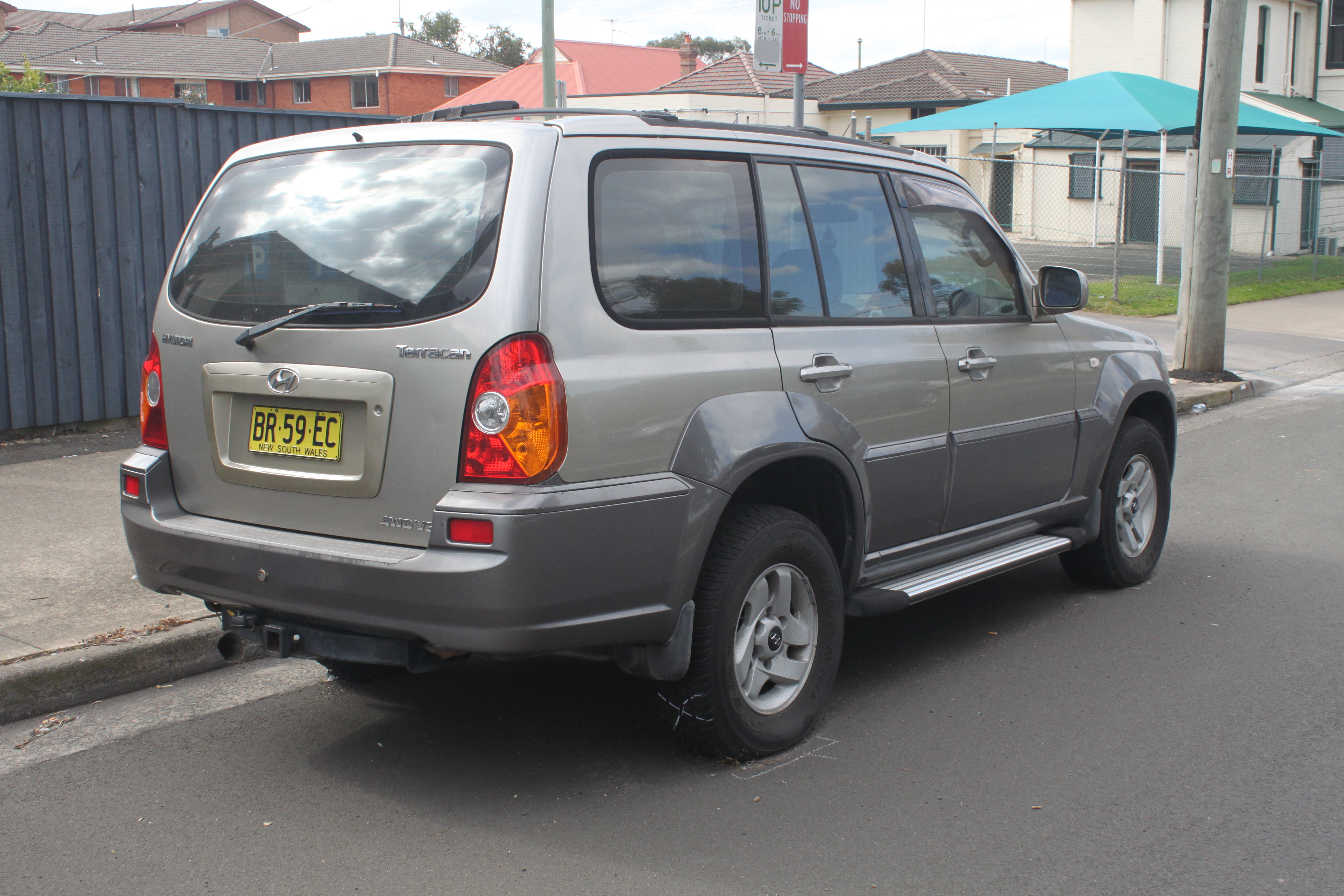
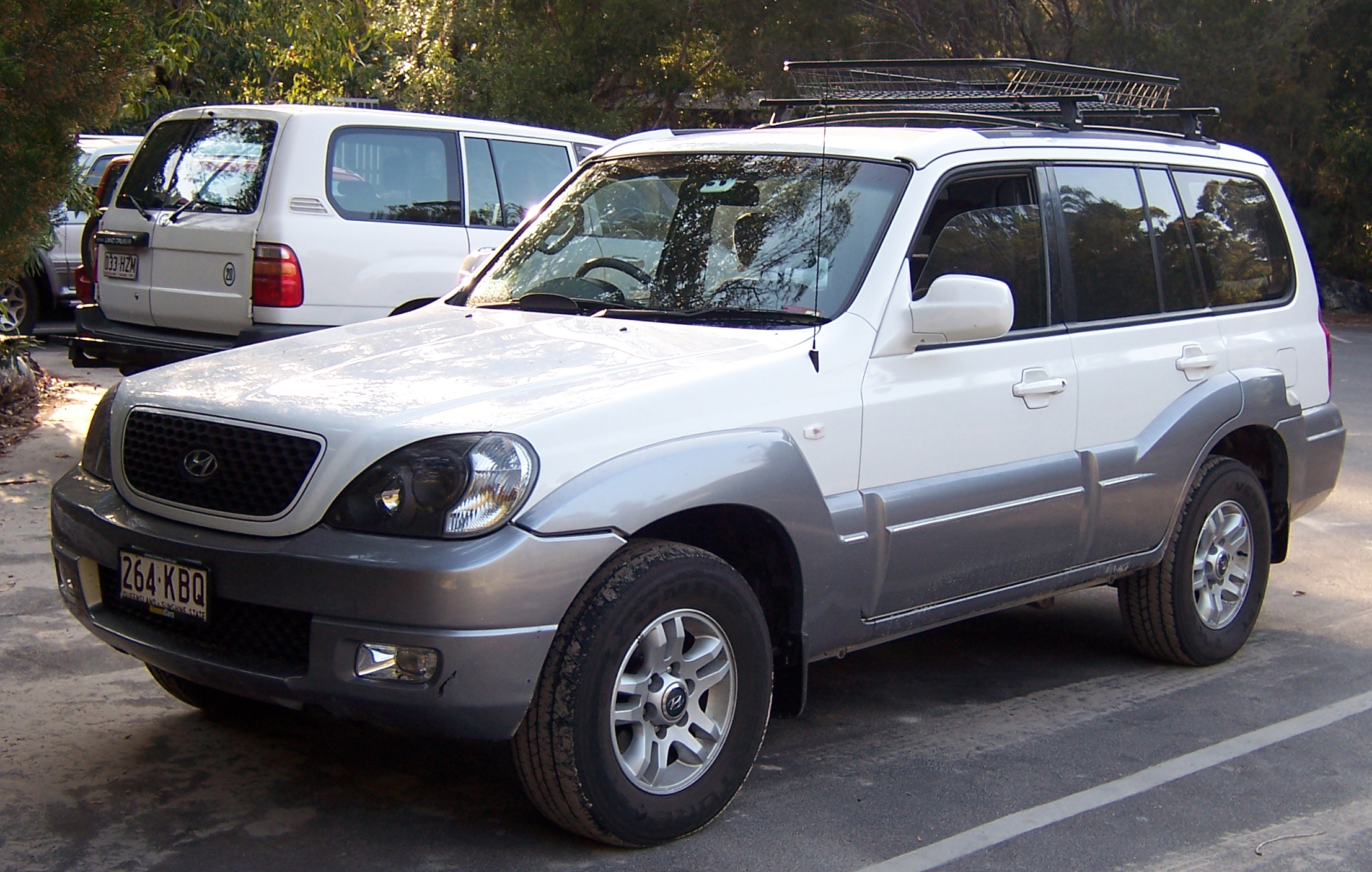
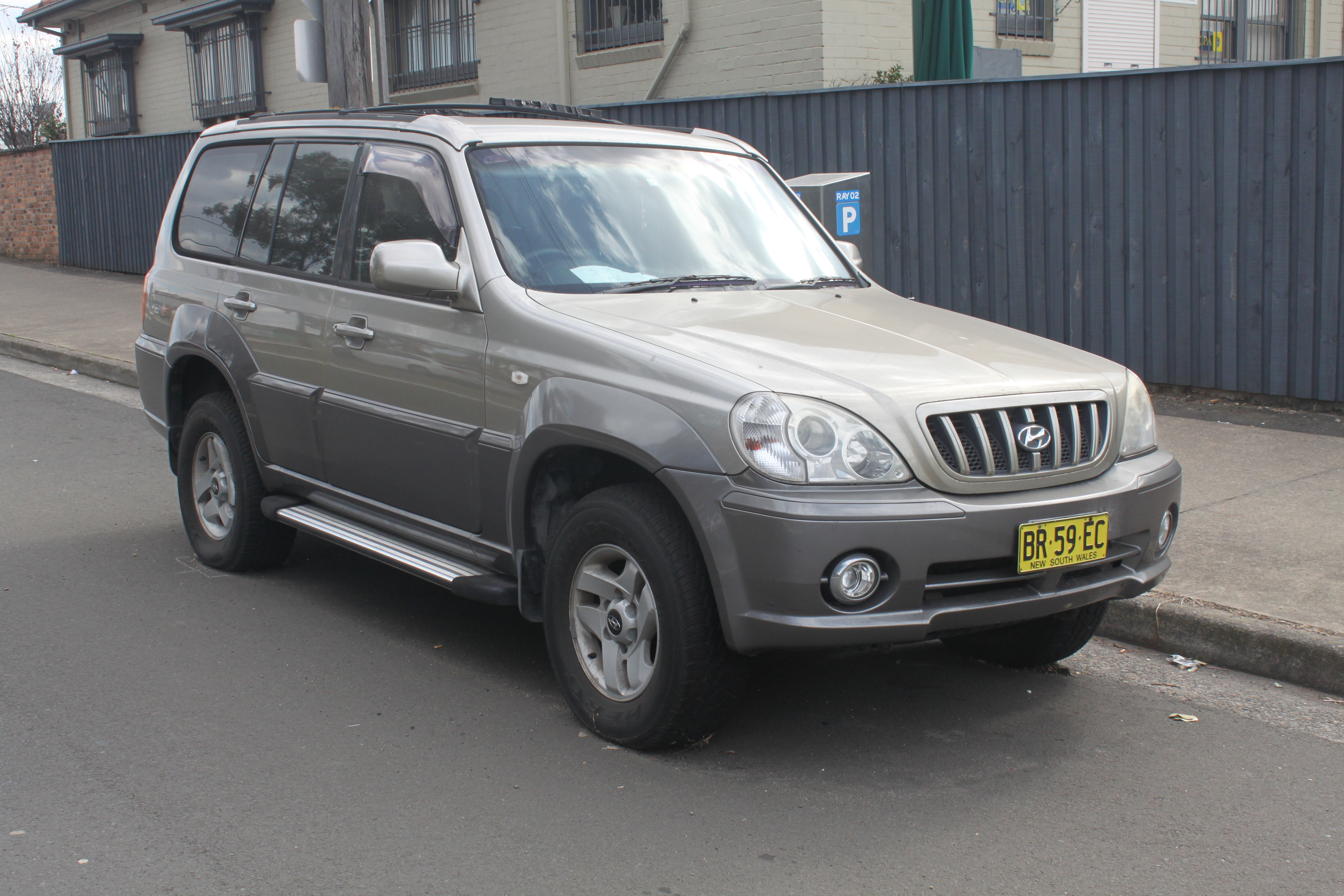
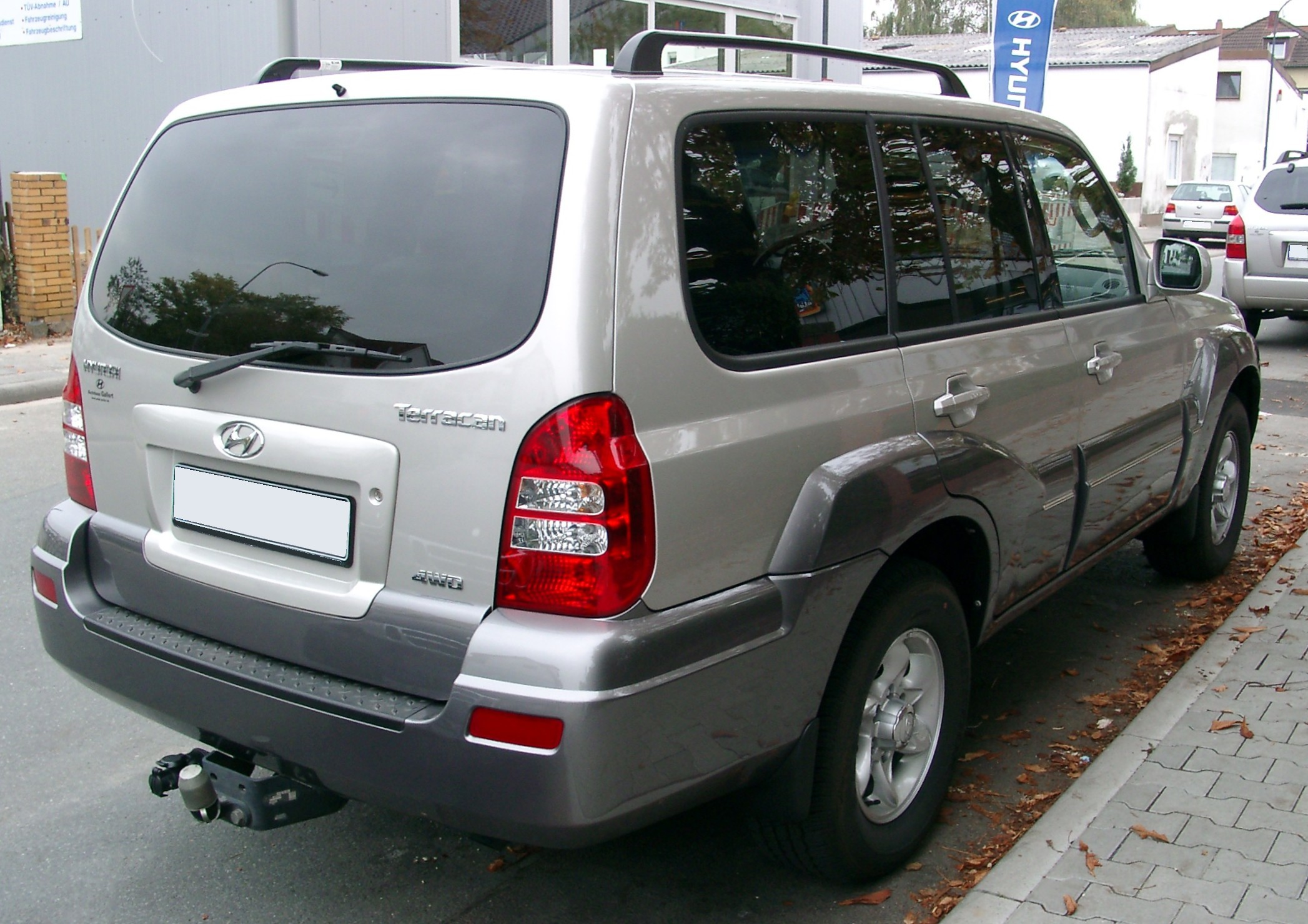
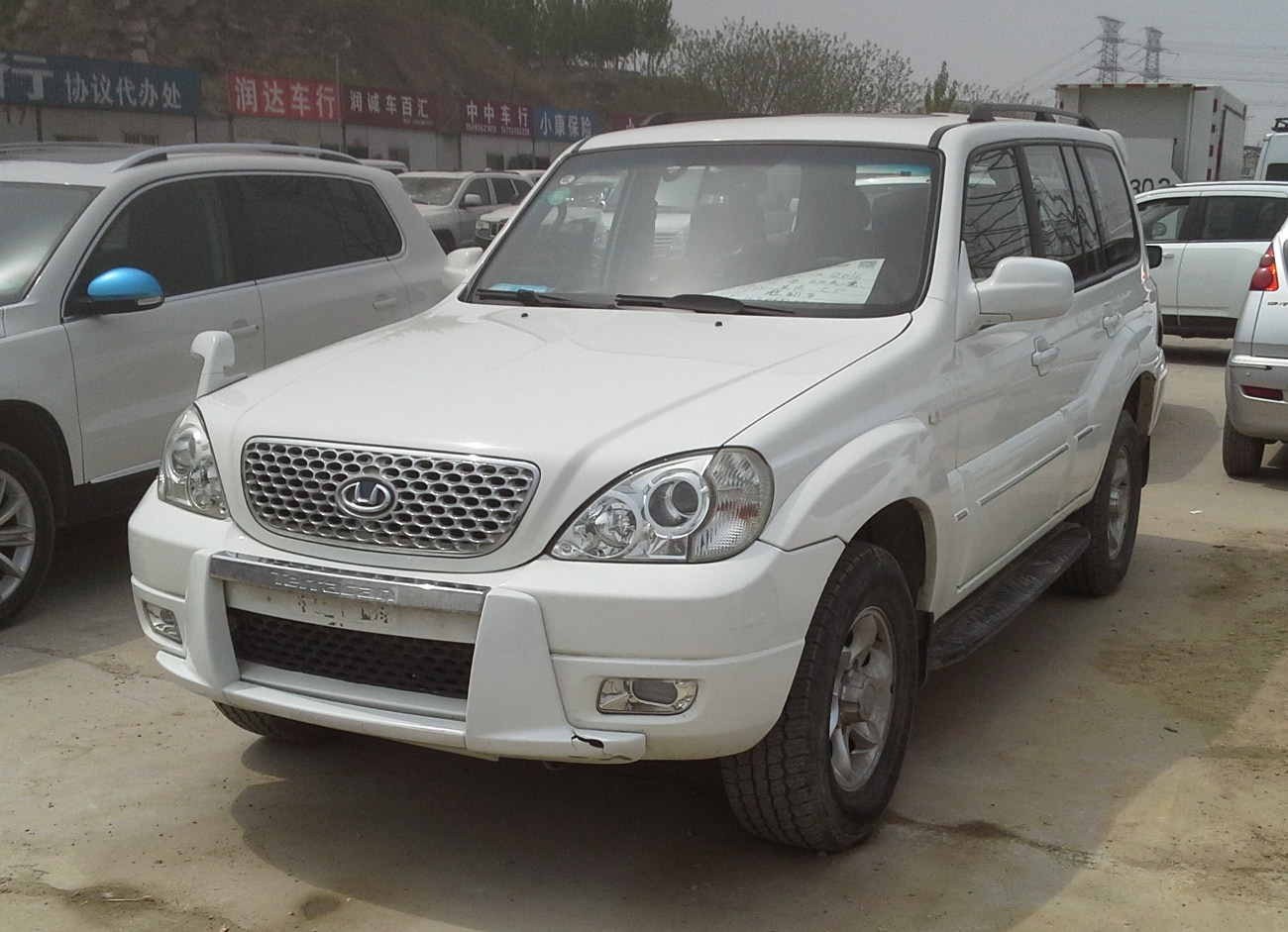